# Comté de Kanabec
Le Comté de Kanabec est situé dans l’État du Minnesota, aux États-Unis. Il comptait 14 996 habitants en 2000. Son siège est Mora.